# Zrínyi Miklós (sportoló)
Zrínyi Miklós (Esztergom, 1960. április 28. –) a Magyar Kick-box Szakszövetség Szakmai igazgatója, a felnőtt magyar kick-box válogatott szövetségi kapitánya, VII. danos mester, a Magyar Köztársaság mesteredzője.

## Életpályája
Az edzői pályafutást egészen fiatalon (20 évesen) kezdte. Már az első időszakban teljesen nyilvánvaló volt számára, hogy ez a pályafutás egy egész életre szóló lesz.
Végigjárta a szakmai ranglétrát. Elvégezte a segédedzői, majd a középfokú edzőit, később pedig szakedzői diplomát szerzett.
A Testnevelési Egyetemen szerzett diplomát, 2000-ben.
1984 óta dolgozik a Magyar Kick-Box válogatott mellett. 1991 és 1996 között a Magyar Semi és Light contact felnőtt Válogatott vezetőedzője volt; 1996-tól a light-contact és a kick-light szakág vezetőedzője.
Jelenleg a magyar Kick-box válogatott szakmai igazgatója.
Az alapítás óta a Komárom-Esztergom Megyei Kick-Box szövetség elnöke, a Magyar Kick-box Szövetség elnökségének tagja, a WAKO Világszövetség light-contact bizottságának elnöke és a Szövetség edzői bizottságának elnöke.
2014-ben beválasztották a Mesteredzői Kollégium elnökségébe

## Sikerei sportvezetőként
- A válogatottban, irányítása alatt kiemelkedő eredményt elért versenyzők:
- 1991 óta a light-contact és a kick-light válogatott folyamatosan a világ három legjobb nemzete közé tartozik, az esetek többségében pedig az éremtábla első helyén végzett
- A Komárom -Esztergom Megyei Kick-box Szövetség 34 éves fennállása alatt válogatott versenyzőink összesen 149 érmet gyűjtöttek be.
- Saját nevelésű tanítványai az alábbi eredményeket érték el:

A felnőtt világbajnokságokon /15 vb-n/ 20 aranyérmet, 16 ezüstérmet és 17 bronzérmet,
az Európa-bajnokságokon /15 Eb-n/ 14 aranyérmet, 15 ezüstérmet és 12 bronzérmet szereztek.
Az utánpótlás világbajnokságon /6 vb/ pedig 10 arany-, 10 ezüst- és 15 bronzérmet, az utánpótlás Európa-bajnokságokon pedig /2007-ben rendezték az elsőt/ pedig 5 arany-, 6 ezüst- és 9 bronzérmet szereztek fiataljai.

## Oktatóként
A sportszakember-képzésben, – továbbképzésben végzett tevékenység
Sportoktatók és középfokú edzők részére évek óta rendszeresen szervez és vezet edzőtáborokat, szakmai gyakorlati táborokat, elméleti továbbképzéseket. Jelenleg a Semmelweis Egyetem Testnevelési és Sporttudományi Kar és a Magyar Kick-Box Szakszövetség megbízásából a szakedzők, a középfokú edzők és a sportoktatók felkészítésében és vizsgáztatásában is részt vesz..

## Kitüntetései
- 1988 – Aranymedál a Magyar Kick-Box Szövetségtől
- 1999 – A Magyar Kick-Box Sportért Alapítvány aranygyűrűje
- 1998 – Komárom-Esztergom megye Sportjáért
- 1995 – Eszterházy Miksa-díj
- 2003 – Pro Urbe Esztergomért Díj
- 2004 – A Magyar Köztársaság Mesteredzői díja
- Több alkalommal kiérdemelte az „Év Edzője” címet Komárom-Esztergom megyében.
- Kiváló nevelő munkájáért 18 alkalommal kapott díjat.

## Tanítványai, akik Eb-n, vb-n eredményt értek el
- Soós Rudolf, Kiss Beáta, Bády Gabriella, Kocsis Tünde, Lőrinczy Katalin, Hegyi Mariann, Balogh Attila, Mécs Ferenc, Szilágyi Diána, Poropszki Krisztina, Gál Judit, Hudoba Tamás, Krempf Réka, Pruzsinszky Ivett, Fenyvesi Márta, Hirsch Viktor, Szántó Sándor, Olasz Attila, Novák Jenő, Kriszeg Tímea, Gazdag Brigitta , Molnár Mónika , Molnár Szabolcs, Németh Janka, Buják Tamás, Hargitai Viktor, Rizmayer Norbert, Zrínyi Miklós, Debre Bence, Pallag Csenge és Legenyei-Pintér Noel,